# Zuidlaardermeer
Het Zuidlaardermeer (soms Wolfsbargemeer) is een 540 ha groot meer met daarnaast nog 120 ha aan oeverlanden, ten noorden van Zuidlaren en ten zuidwesten van Hoogezand.

## Geografie
Het meer ligt voor ongeveer een kwart in Drenthe en voor ongeveer driekwart in de provincie Groningen. Op de vaargeulen na is het meer erg ondiep, vaak niet dieper dan een meter. Het wordt gevoed door de Hunze, die haar oorsprong heeft in een pingoruïne ten zuiden van Valthe. De rivier stroomt aan de zuidzijde binnen en verlaat het meer aan de noordzijde als het Drentsche Diep. Ook het Kieldiep komt uit in het meer.
In de 17e eeuw kwam het gebied aan westzijde van het meer in trek bij rijke burgerfamilies, die hier buitens lieten aanleggen. Langs de zuidwestzijde van het meer lagen Meerlust, De Bloemert en Meerwijk. Hiervan resteert nu alleen nog Meerlust.
Het meer is in trek bij zeilers. Aan de Drentse kant liggen de jachthavens De Bloemert, Plankensloot en Meerzicht. Aan de noordzijde bevinden zich de jachthavens de Rietzoom en de Leine en het kapitale recreatiedorp Meerwijck (met jachthaven). Het dorp Noordlaren is bereikbaar via de Noordlaardervaart.
Aan de noordzijde bevindt zich een recreatiestrand.

### Zuidlaardermeergebied
Het Zuidlaardermeergebied omvat het Zuidlaardermeer met haar oevers en de deelgebieden de Onnerpolder, de Westerbroekstermadepolder, de Kropswolderbuitenpolder en de Oostpolder. Het gebied wordt beheerd door de stichting Het Groninger Landschap. Het is aangemerkt als Natura 2000-natuurgebied.

## Geschiedenis

### Ontstaan
Lange tijd werd gedacht dat het Zuidlaardermeer 8.000 tot 5.000 jaar geleden ontstond door de wisselwerking tussen veengroei in de omgeving en het optreden van eb en vloed in de Hunze, die toen nog onder invloed stond van de getijden. Door periodieke stijging van de zeespiegel zou daarbij plaatselijk de veenlaag zijn weggeslagen. Recente onderzoeken hebben echter uitgewezen dat het meer een veel recentere oorsprong heeft, namelijk in de middeleeuwen.
De Hunze vormde een veenrivier, die hier meanderde door een groot veengebied. In de bodem van het meer worden hier en daar keien gevonden. Men vermoedt dat dit overblijfselen zijn van wegen (en een voorde) die door het gebied voerden toen dit nog begaanbaar veengebied was.
Rond het jaar 1000 lagen er al enkele ondiepe meren van beperkte omvang in het gebied. In de periode rond 1200 vonden veel overstromingen plaats, zoals de Allerheiligenvloed in 1170, de Sint-Nicolaasvloed in 1196, de Stormvloed van 1214, de Sint-Marcellusvloed in 1219, de Stormvloed van 1220 en de Stormvloed van 1221. Deze overstromingen leidden bij vloed tot de afzetting van mariene klei in het Zuidlaardermeer en mogelijk ook tot verstoring van de afvoer. Het water kon ook niet meer weg langs de noordzijde door de aanwezigheid van moerassen en doordat er een broekbos was ontstaan. De bedijkingen in de benedenloop vanaf ongeveer de 11e eeuw leidden er verder toe dat er niet meer kon worden gespuid, waardoor de waterstand hoger werd. In de loop der tijd klinkte het veen rond de Hunze op natuurlijke wijze steeds verder in, terwijl tegelijkertijd veen werd weggeslagen als gevolg van de stroming van de rivier. Daarbij waren de monniken van het klooster van Aduard vóór 1284 aan zuidzijde van het meer (bij De Groeve) bezig met het kanaliseren van de Hunze, waardoor stroomafwaarts de waterafvoer werd verstoord. Het gevolg van al deze processen was het ontstaan van een meer rond de oevers van de Hunze.
Het meer wordt in 1264 voor het eerst vermeld als Northlara mare (Noordlaardermeer). In de betreffende oorkonde wordt het aangeduid als een stagnum; een waterplas. De naam Noordlaardermeer wordt in verband gebracht met het feit dat de Hunze daarvoor nabij Noordlaren op slechts 500 meter van de voet van de Hondsrug stroomde. Nergens in de streek komt een rivier zo dicht bij de Hondsrug als hier.
In de loop der tijd heeft het meer zich iets verplaatst naar het oosten. Door verlanding is het meer in de 20e eeuw wat kleiner geworden.

### Beurtvaartdienst
Na het graven van de Noordlaardervaart in 1854 werd een beurtvaartdienst ingesteld tussen Noordlaren en Groningen, die tot ongeveer 1894 heeft bestaan. 

### Poging tot drooglegging
In de jaren 1870 ontstonden er plannen om een kanaal aan westzijde van het meer aan te leggen en het meer in te polderen. In 1877 diende de Brits-Hollandse Friesche Landaanwinning Maatschappij onder leiding van Jacob Cornelis van de Blocquerij een verzoek in bij het Ministerie van Biza om zowel het Zuidlaardermeer als het Foxholstermeer droog te mogen leggen. Net als bij eerdere plannen liep Van de Blocquerij echter tegen de eigenaren aan van de meren die hij drooglegde. Het ministerie zette het plan door naar de Gedeputeerde Staten van Groningen, die navraag deden bij de stad Groningen. De stad Groningen was eigenaar van het Foxholstermeer en was niet op de hoogte van de concessie. Zij stelde zich net als Gedeputeerde Staten op het punt dat Van de Blocquerij eerst toestemming van de eigenaren moest krijgen. In het geval van het Zuidlaardermeer zag de gemeente Haren grote bezwaren omdat het westelijke deel eigendom was van de vele markegenoten van Noordlaren. De gemeente Zuidlaren zag vooral bezwaren in een mogelijk gevaar voor de volksgezondheid van aangrenzende gebieden (deze angst werd overigens niet gedeeld door de andere betrokkenen). Gedeputeerde Staten van Drenthe zagen een gevaar in de mogelijke verminderde bevaarbaarheid van de omringende waterwegen: het water maakte namelijk deel uit van de waterboezem waaruit water werd overgepompt als voeding voor het Noord-Willemskanaal en het bovenpand van de Drentsche Hoofdvaart. De concessie werd daarop niet verleend en omdat de maatschappij al in financieel zwaar weer verkeerde, werden geen verdere pogingen ondernomen tot drooglegging.

## Afbeeldingen

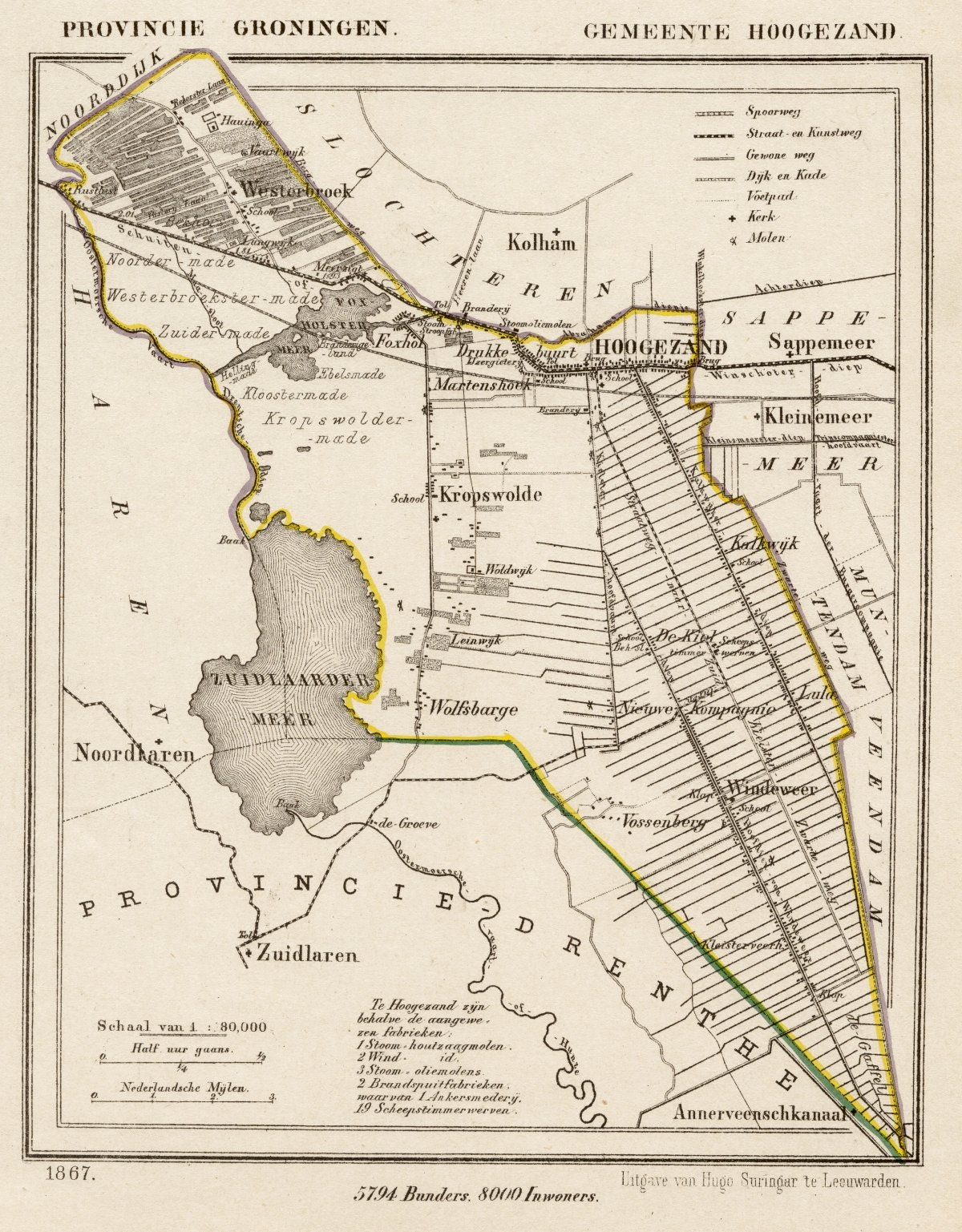
Het meer op een kaart uit 1867
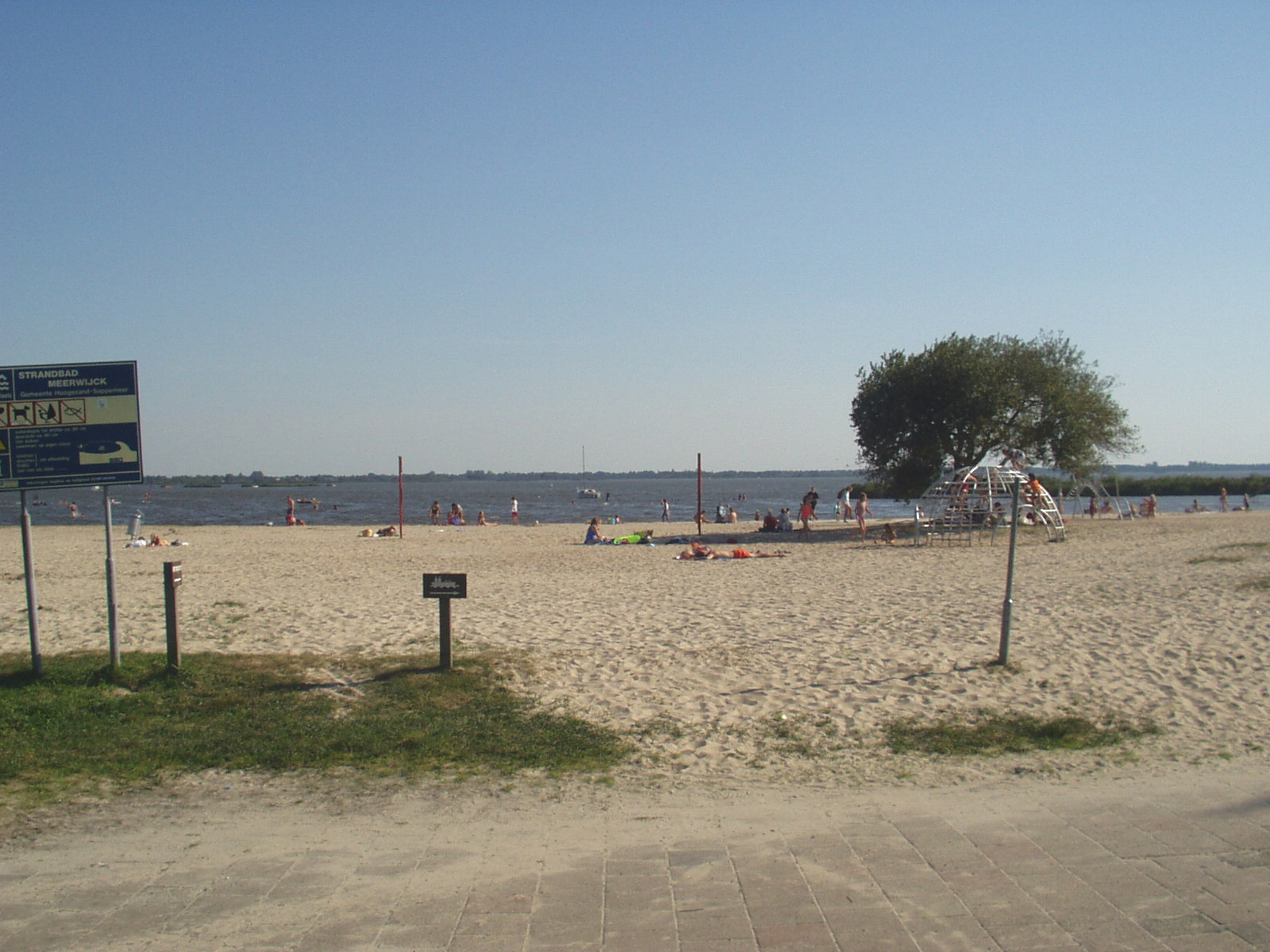
Het Zuidlaardermeer, strand bij Meerwijck
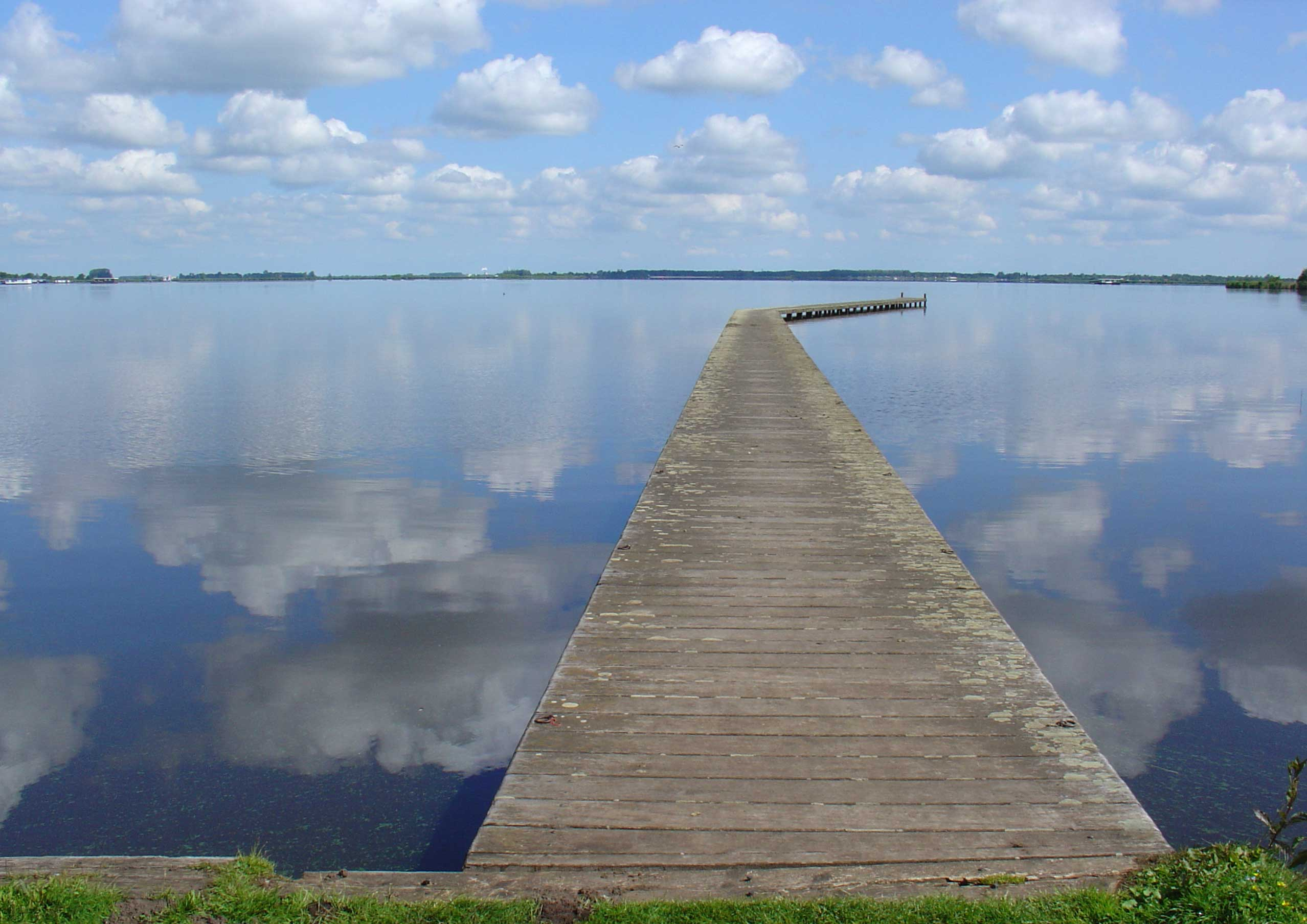
Het Zuidlaardermeer (nabij Meerzicht)